# Zambesomima hirsuta
Zambesomima hirsuta là một loài ruồi trong họ Tachinidae.